# Zoran Đorđević
Zoran Đorđević (Kragujevac, 1959) je srpski fotograf i umetnik.

## Biografija
Rodio se u Kragujevcu iz kog stalno odlazi i kome se neprestano vraća.
Diplomirao je kao prvi u klasi na Odseku za novinsku fotografiju Jugoslovenskog instituta za novinarstvo u Beogradu.
Karijeru umetnika fotografije započeo polovinom sedamdesetih kao saradnik listova, “Omladinske novine”, “Mladina” (Slovenija), “Feral”, “Oko”, “Polet” (Hrvatska), i “Pogledi”, u kojem je delovao i kao urednik fotografije. Od 1985. do 1995. radio kao urednik za fotografiju, film i video na poslovima propagande fabrike Zastava-Yugo automobili. Sarađivao je sa dizajnerskim i marketinškim službama BMW-a, FIAT-a, Yugo cars America i reklamnim agencijama sa područja Jugoslavije. Osvojio je značajne nagrade za fotografiju na prostorima bivše Jugoslavije, među njima i diplomu Anastas Jovanović, kao i nagrade na 80 međunarodnih i domaćih salona umetničke fotografije. Ima zvanje majstor fotografije Foto saveza Srbije i titulu EFIAP (Excellence FIAP). Član je Umetničkog saveta Foto-saveza Srbije. Počasni član Udruženja za promociju analogne fotografije, “Kadar 36″, Zagreb. Član je ULUPUDS-a.
Pored fotografskog zanimanja ima još jedno, pravničko.
Član je Međunarodne organizacije filmskih kritičara – FIPRESCI.
Predavač je za film u Studentskom kulturnom centru u Kragujevcu.
Jedan je od osnivača, BELDOCS, Međunarodnog festivala dokumentarnog filma u Beogradu.
Radi na Televiziji Kragujevac kao urednik filmskog i dokumentarnog programa.
Samostalne izložbe (izbor): Elba i galebovi, Galerija Medicinskog fakulteta, Kragujevac 2013; Linije, Galerija Narodnog muzeja, Kragujevac 2012; Život je moj TV, Galerija savremene umetnosti, Smederevo, 2011; Linien, Kirchgemeindehaus Hottingen, Zürich, Switzerland; 2011; Obični ljudi, Galerija Foto kino saveza Vojvodine, Novi Sad, 2009; isto, Galerija SKC-a, Kragujevac, 2008; Heroji, Kirchgemeindehaus Hottingen, Zürich, Switzerland, 2008; isto, Galerija delavskega doma, Hrastnik, Slovenija. 2008; Izrael na prvi pogled, Galerija SKC-a, Kragujevac, 1999; Fotografije, Galerija Doma omladine, Kragujevac, 1998; Čuvar tvojih snova, Galerija SKC-a, Beograd, 1998; isto, Galerija biblioteke Priština, 1995; Sudbine, Galerija foto kluba, Kragujevac, 1985.
Grupno je izlagao u: Americi, Argentini, Austriji, Belgiji, Čehoslovačkoj, Danskoj, Engleskoj, Francuskoj, Hrvatskoj, Izraelu, Indiji, Irskoj, Italiji, Južnoj Africi, Mađarskoj, Makedoniji, Nemačkoj, Kanadi, Poljskoj, Portugaliji, Sloveniji, Singapuru, Švajcarskoj, Španiji, Jugoslaviji i Srbiji.

## Izložbe
Samostalne izložbe (izbor): Elba i galebovi, Galerija Medicinskog fakulteta, Kragujevac 2013; Linije, Galerija Narodnog muzeja, Kragujevac 2012; Život je moj TV, Galerija savremene umetnosti, Smederevo, 2011; Linien, Kirchgemeindehaus Hottingen, Zürich, Switzerland; 2011; Obični ljudi, Galerija Foto kino saveza Vojvodine, Novi Sad, 2009; isto, Galerija SKC-a, Kragujevac, 2008; Heroji, Kirchgemeindehaus Hottingen, Zürich, Switzerland, 2008; isto, Galerija delavskega doma, Hrastnik, Slovenija. 2008; Izrael na prvi pogled, Galerija SKC-a, Kragujevac, 1999; Fotografije, Galerija Doma omladine, Kragujevac, 1998; Čuvar tvojih snova, Galerija SKC-a, Beograd, 1998; isto, Galerija biblioteke Priština, 1995; Sudbine, Galerija foto kluba, Kragujevac, 1985.
Grupno je izlagao u: Americi, Argentini, Austriji, Belgiji, Čehoslovačkoj, Danskoj, Engleskoj, Francuskoj, Hrvatskoj, Izraelu, Indiji, Irskoj, Italiji, Južnoj Africi, Mađarskoj, Makedoniji, Nemačkoj, Kanadi, Poljskoj, Portugaliji, Sloveniji, Singapuru, Švajcarskoj, Španiji, Jugoslaviji i Srbiji.

## Knjige
Čuvar tvojih snova, Kraljevo : “Slovo”, 1992.
Zoran Đorđević, monografija, Beograd 2012.
Uvršten u: Fotografija kod Srba 1839–1989, Beograd : SANU-MSU, 1991.
Letopis Srpske fotografije 1839-2008, Beograd: Fotogram, 2009.

## Reč kritike
Po mišljenju likovnog kritičara Dejana Đorića „Dela Zorana Đorđevića obeležava izrazit likovni i sintetički karakter. On je među majstorima koji u prvi plan postavljaju likovne vrednosti prizora, vizure i vizije, kojima stvarnost služi za nadgradnju, prevrednovanje i meditaciju.“

## Spoljašnje veze
- Lični sajt sa galerijama